# Ladislau I d'Hongria
Ladislau I, anomenat el Sant (27 de juny de 1046 - 29 de juliol de 1095), va ser rei d'Hongria des de 1077 fins a la seva mort. Canonitzat, és venerat com a sant per l'Església Catòlica.

## Biografia
Fill de Béla I d'Hongria i de Richenza, princesa polonesa, Ladislau va néixer a l'exili, a Polònia, i no va voler oposar-se a la coronació del seu cosí Salomó d'Hongria. En 1073, però, va aliar-se amb el seu germà Géza I per derrocar Salomó, i després de la mort de Géza, va pujar al tron. Es va casar amb Adelaida de Rheinfelden i van tenir diversos fills, dels que només es coneix el nom de Prisca, després anomenada Irene d'Hongria casada amb l'emperador romà d'Orient Joan II Comnè.
Sobirà il·lustrat, va promulgar un codi legislatiu, va construir esglésies (com l'Abadia de Somogyvár o les catedrals de Várad (avui Oradea) o Zagreb) i va introduir el catolicisme a Croàcia, que havia conquerit en 1091.
En les lluites per les investidures, Ladislau va donar suport al papat, tot i que es reconcilià més tard amb l'emperador Enric IV.
Estimat pel seu poble i considerat com a model de cavallers, va morir mentre es preparava per a participar en la Primera Croada.

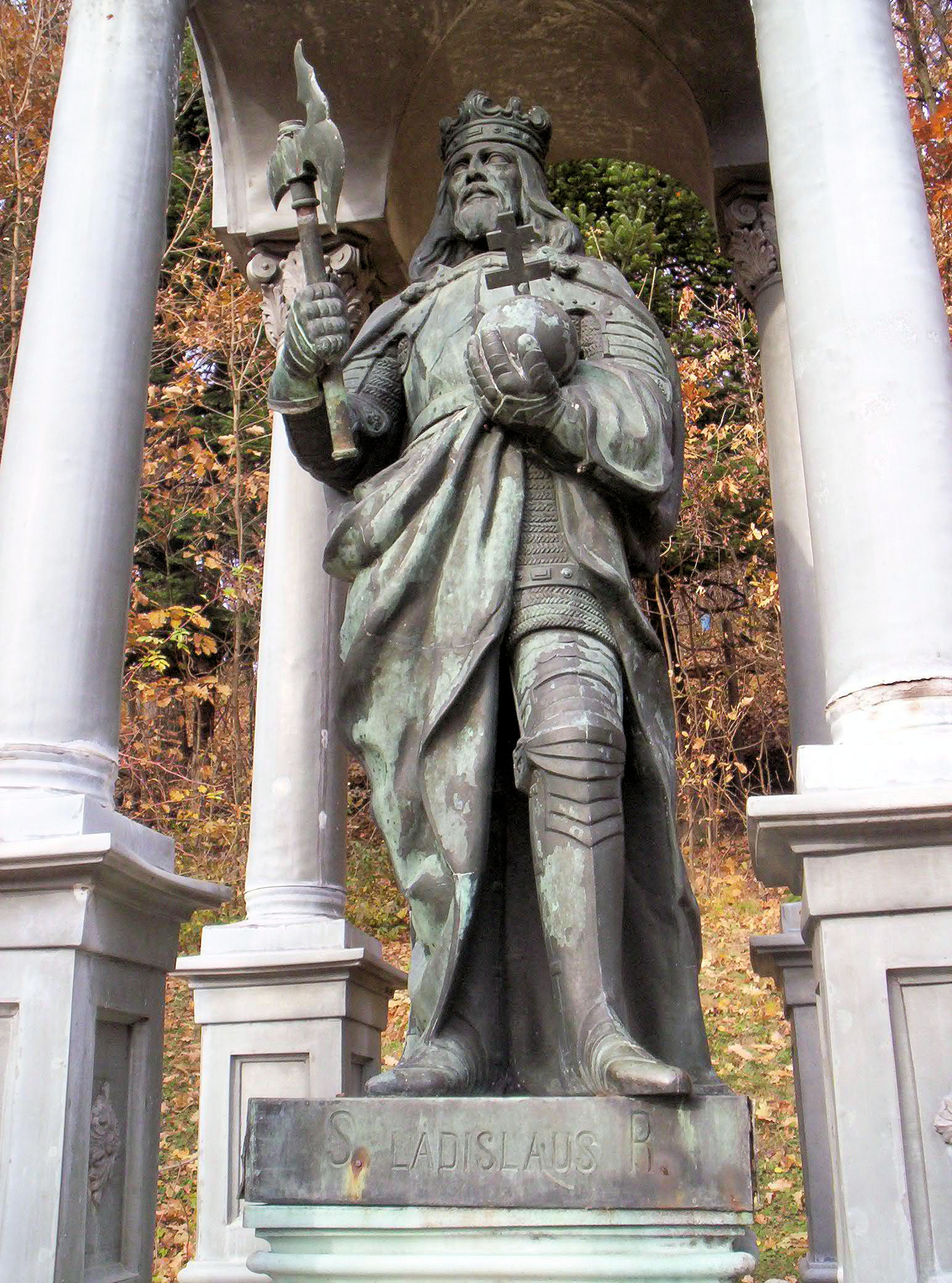
Estàtua a Püspökszentlászló, 1903
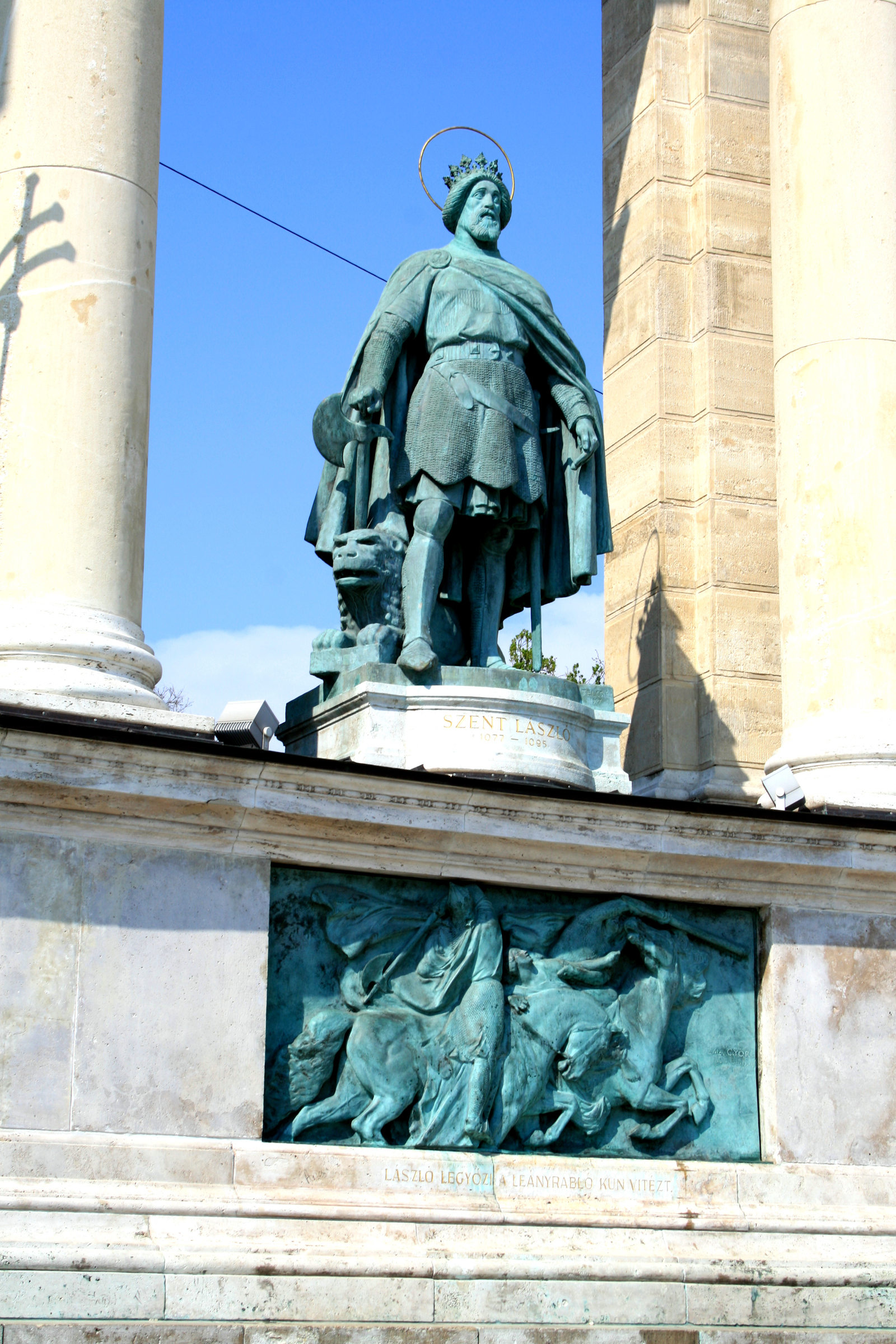
Estàtua al monument de la Plaça dels Herois de Budapest
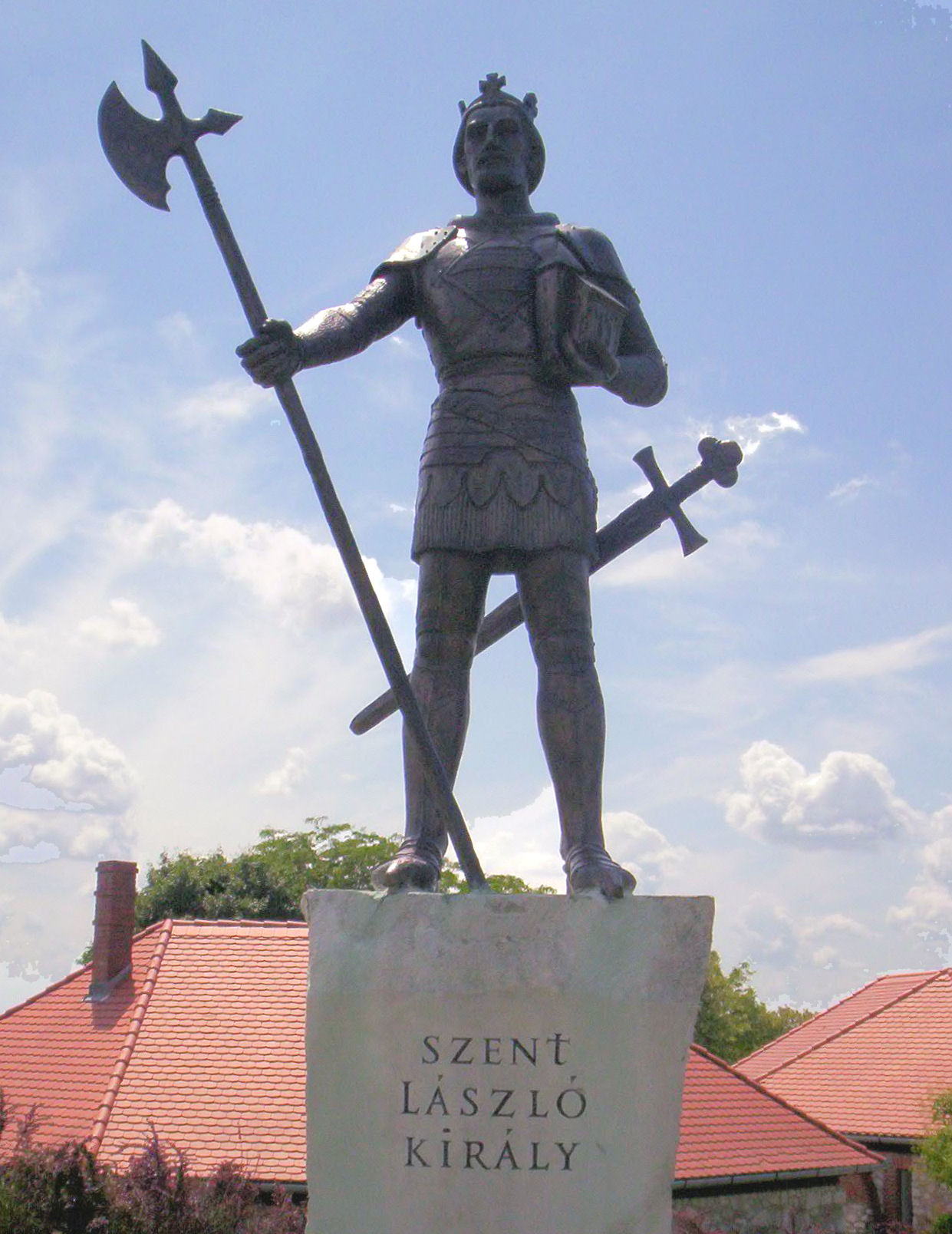
Estàtua a Somogyvár
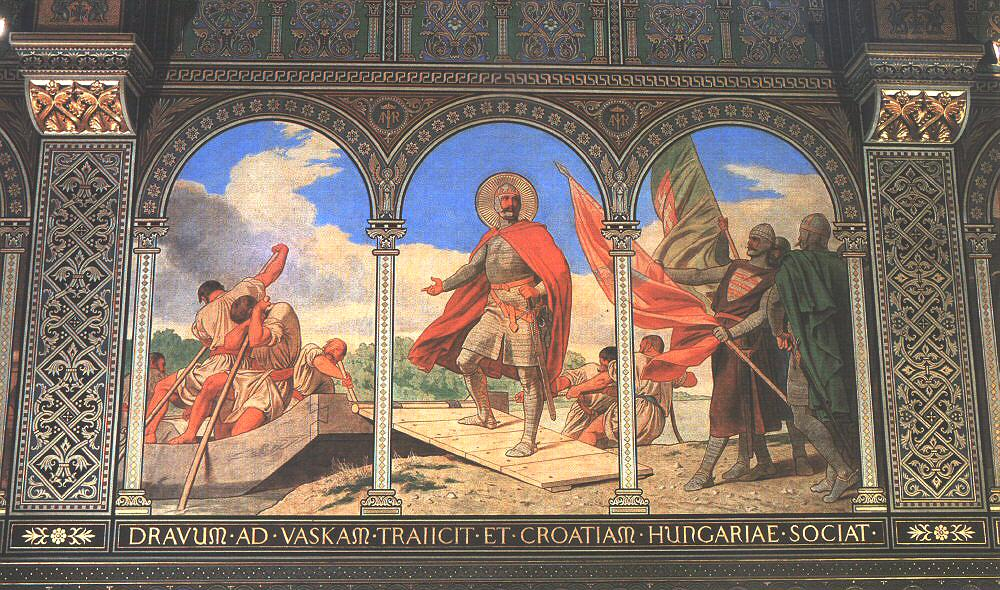
El sant travessant el riu Drava; fresc de Bertalan Székely, 1887-89, a la Catedral de Pécs

## Família

### Avantpassats
|  |                               |  |  |  |  |  |  |  |  |  |  |  |  |  |  |  |
|  | 16. Taksony d'Hongria         |  |  |  |  |  |  |  |  |  |  |  |  |  |  |  |
|  |                               |  |  |  |  |  |  |  |  |  |  |  |  |  |  |  |
|  |                               |  |  |  |  |  |  |  |  |  |  |  |  |  |  |  |
|  | 8. Mihály                     |  |  |  |  |  |  |  |  |  |  |  |  |  |  |  |
|  |                               |  |  |  |  |  |  |  |  |  |  |  |  |  |  |  |
|  |                               |  |  |  |  |  |  |  |  |  |  |  |  |  |  |  |
|  | 4. Vazul                      |  |  |  |  |  |  |  |  |  |  |  |  |  |  |  |
|  |                               |  |  |  |  |  |  |  |  |  |  |  |  |  |  |  |
|  |                               |  |  |  |  |  |  |  |  |  |  |  |  |  |  |  |
|  | 9. Adelaida de Polònia        |  |  |  |  |  |  |  |  |  |  |  |  |  |  |  |
|  |                               |  |  |  |  |  |  |  |  |  |  |  |  |  |  |  |
|  |                               |  |  |  |  |  |  |  |  |  |  |  |  |  |  |  |
|  | 2. Béla I d'Hongria           |  |  |  |  |  |  |  |  |  |  |  |  |  |  |  |
|  |                               |  |  |  |  |  |  |  |  |  |  |  |  |  |  |  |
|  |                               |  |  |  |  |  |  |  |  |  |  |  |  |  |  |  |
|  | 1. Géza I d'Hongria           |  |  |  |  |  |  |  |  |  |  |  |  |  |  |  |
|  |                               |  |  |  |  |  |  |  |  |  |  |  |  |  |  |  |
|  |                               |  |  |  |  |  |  |  |  |  |  |  |  |  |  |  |
|  | 12. Boleslau I de Polònia     |  |  |  |  |  |  |  |  |  |  |  |  |  |  |  |
|  |                               |  |  |  |  |  |  |  |  |  |  |  |  |  |  |  |
|  |                               |  |  |  |  |  |  |  |  |  |  |  |  |  |  |  |
|  | 6. Mieszko II de Polònia      |  |  |  |  |  |  |  |  |  |  |  |  |  |  |  |
|  |                               |  |  |  |  |  |  |  |  |  |  |  |  |  |  |  |
|  |                               |  |  |  |  |  |  |  |  |  |  |  |  |  |  |  |
|  | 3. Adelaida (Rixa) de Polònia |  |  |  |  |  |  |  |  |  |  |  |  |  |  |  |
|  |                               |  |  |  |  |  |  |  |  |  |  |  |  |  |  |  |
|  |                               |  |  |  |  |  |  |  |  |  |  |  |  |  |  |  |
|  | 7. Richeza de Lotaríngia      |  |  |  |  |  |  |  |  |  |  |  |  |  |  |  |
|  |                               |  |  |  |  |  |  |  |  |  |  |  |  |  |  |  |
|  |                               |  |  |  |  |  |  |  |  |  |  |  |  |  |  |  |

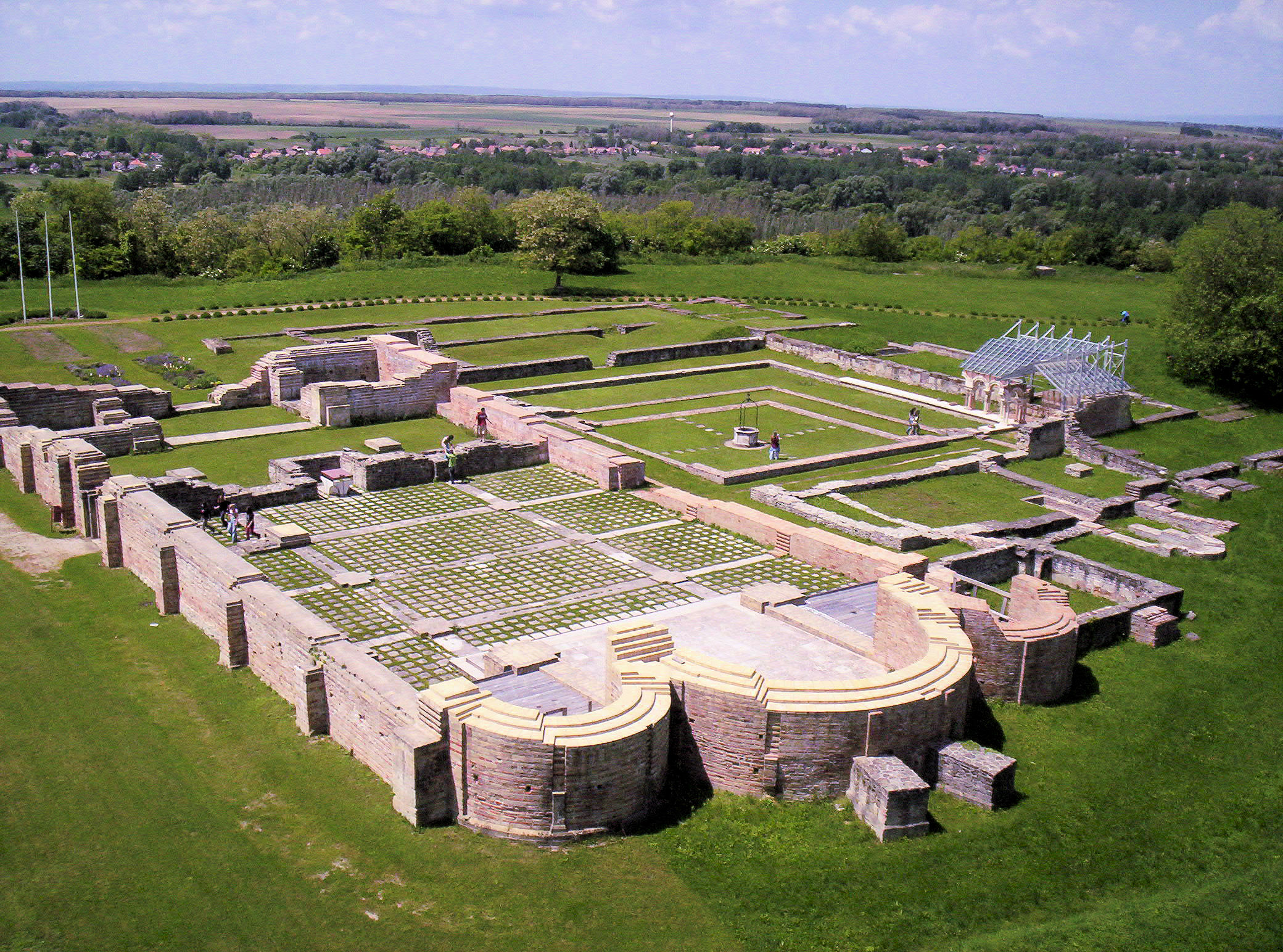
Ruines de l'abadia de Somogyvár
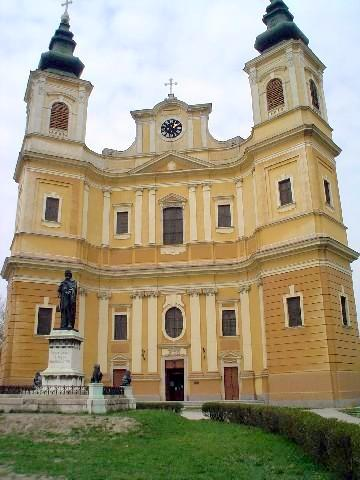
Catedral barroca d'Oradea, on hi havia la tomba del rei, avui desapareguda
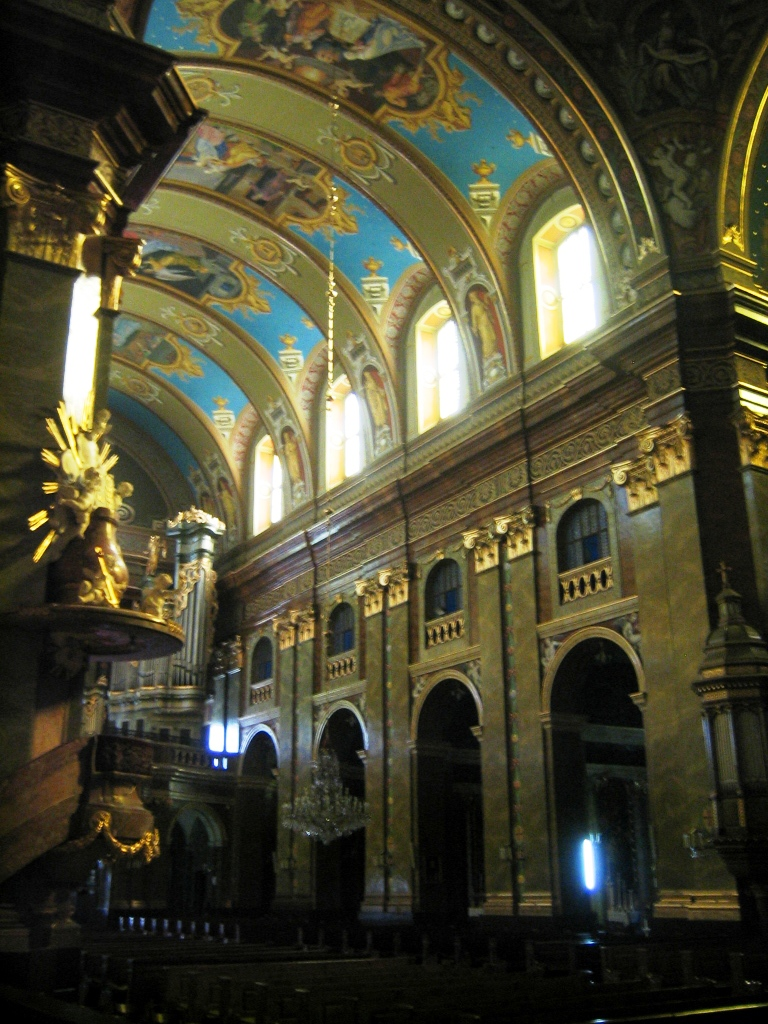
Interior de la Catedral d'Oradea
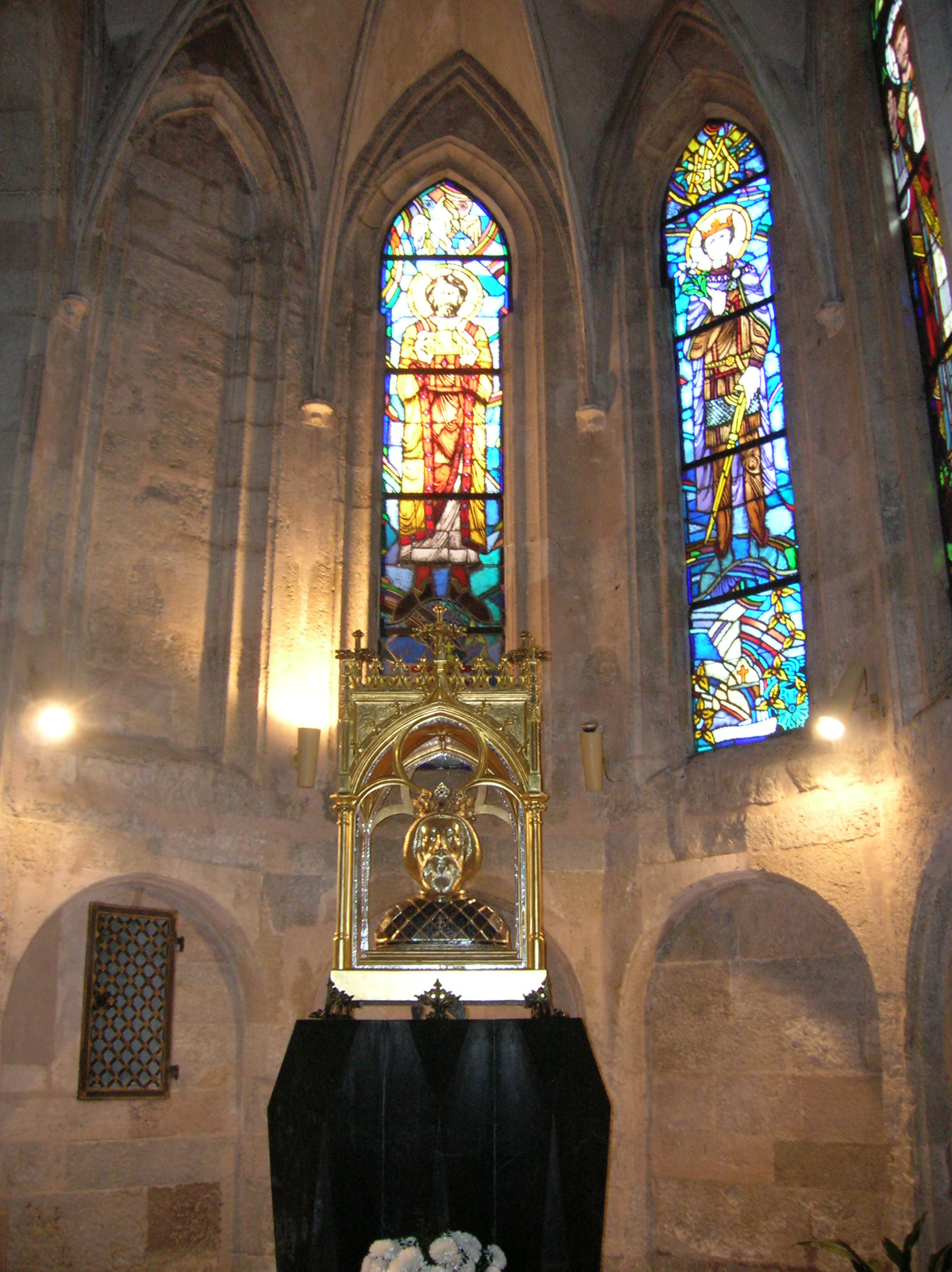
Capella de la catedral de Györ amb el bust del sant

## Culte
Va ser canonitzat per l'Església Catòlica el 27 de juny de 1192. Va ser enterrat a l'abadia de Somogyvár, que ell havia fundat en 1091. En 1106 es van traslladar les seves restes a la catedral de Várad (Oradea, avui a Romania). Les guerres amb els turcs van fer que el reliquiari d'argent daurat i esmalt de 1400-1425 (una de les obres mestres de l'orfebreria centreuropea, atribuïda per alguns a Martin Kolozsvári) que en conservava el crani fos trasllat en 1607 a la basílica de Györ, on avui es venera. Les altres restes del rei van desaparèixer en ser destruïda la catedral d'Oradea pels turcs.
Avui, a Oradea, hi ha un reliquiari, també en forma de bust, amb part del crani. Va ser fet per l'orfebre Fülöp Link en 1892, amb motiu del mil·lenari de la conquesta hongaresa de Transsilvània. La catedral també exhibeix una destral de guerra trobada a l'antiga tomba del rei.
La seva festa se celebra el 27 de juny.

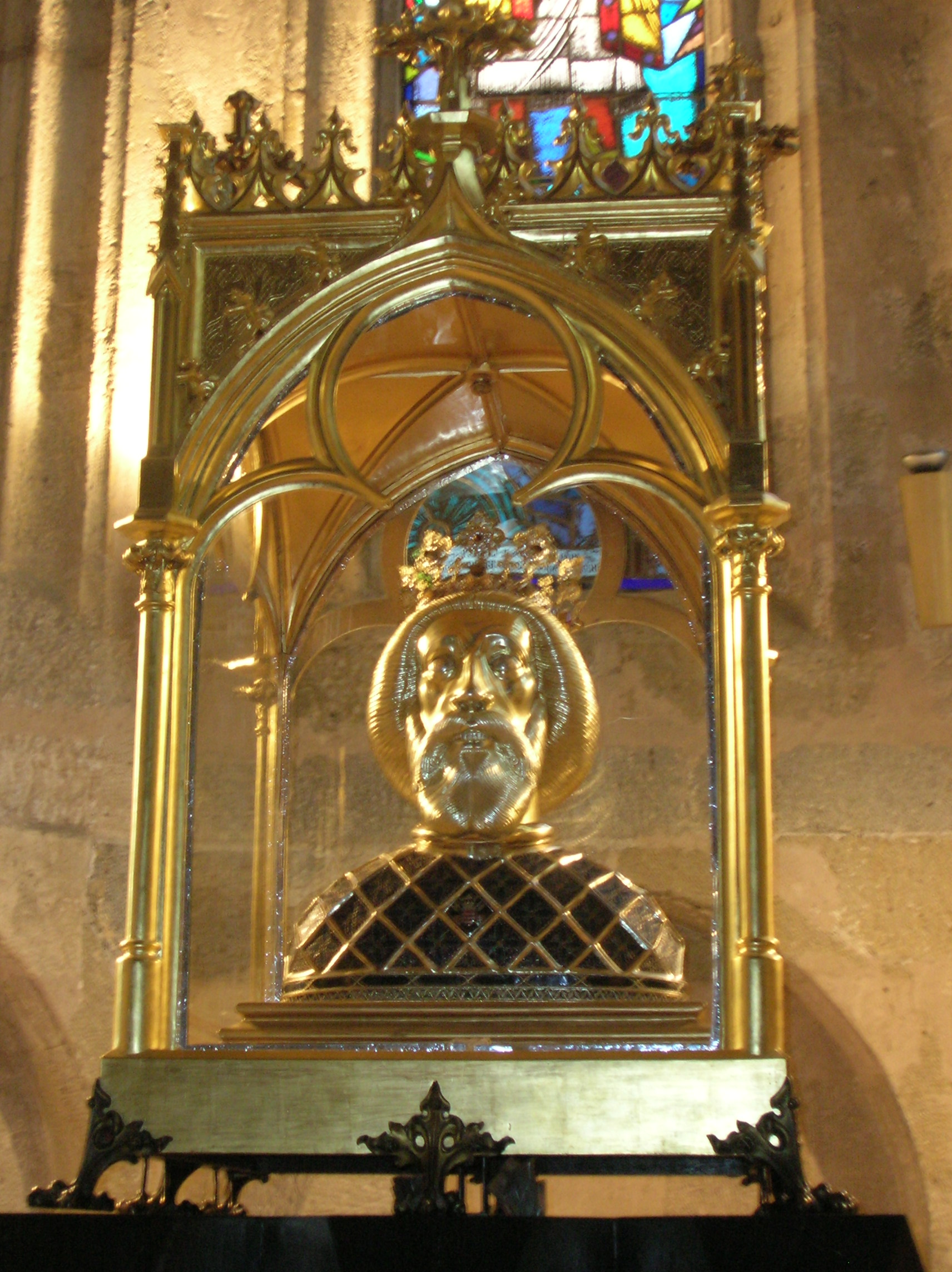
Reliquiari a la catedral de Györ (ca. 1420), provinent d'Oradea
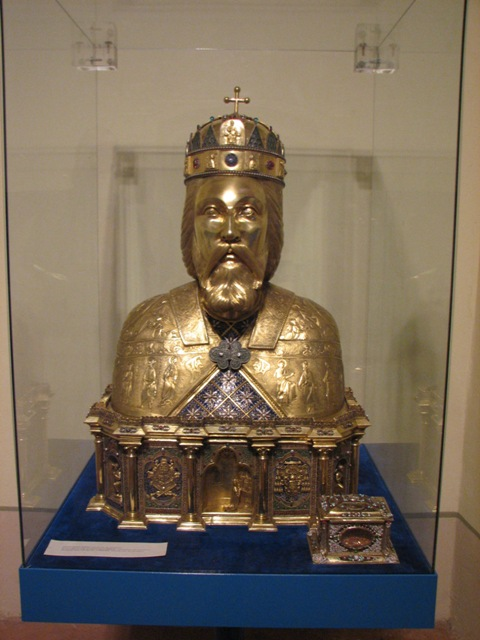
Reliquiari de la catedral d'Oradea (1892)
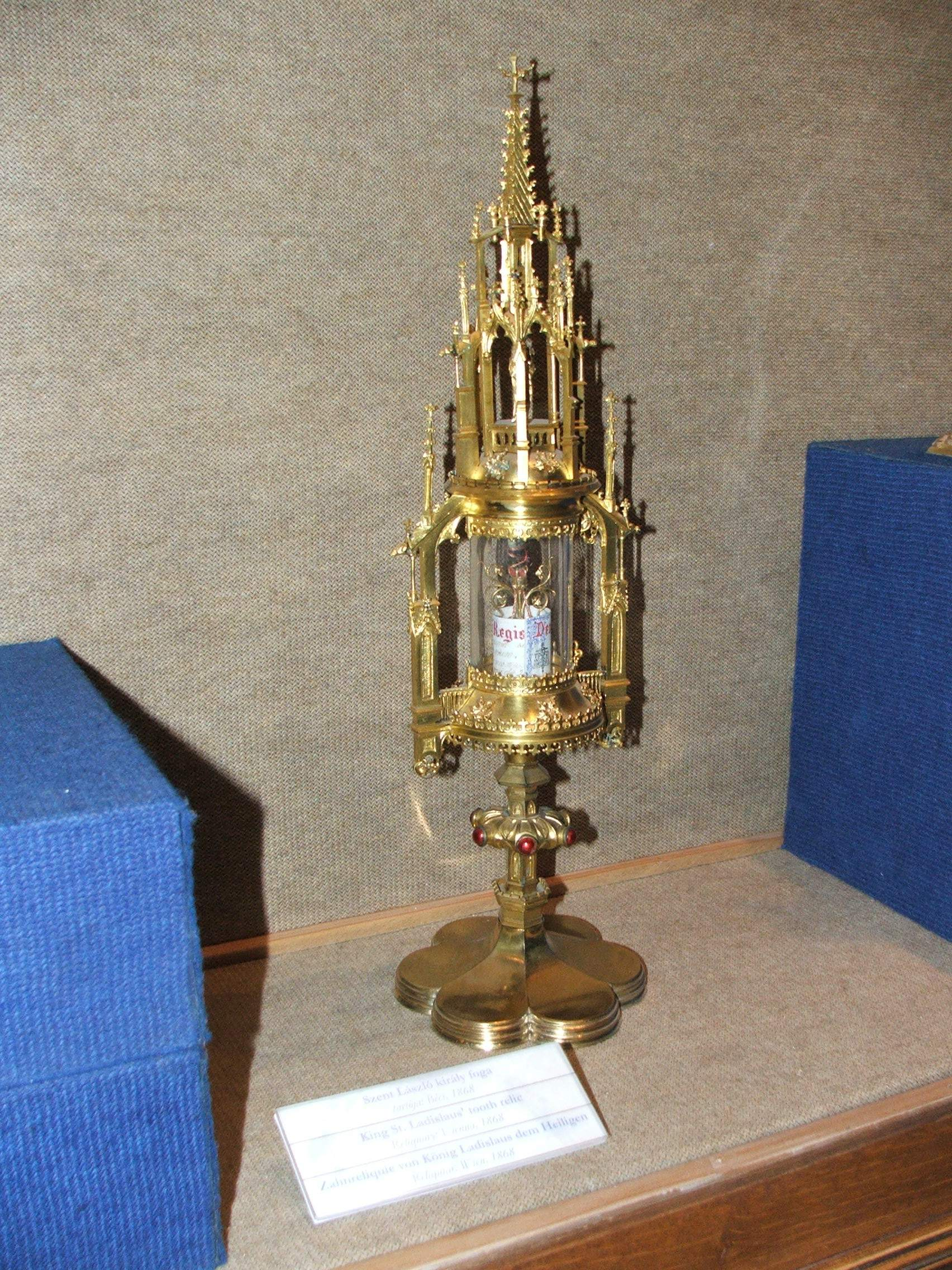
Relíquia a la catedral d'Esztergom